# William Martin Leake
Pour les articles homonymes, voir Leake.
William Martin Leake (14 janvier 1777 à Londres - 6 janvier 1860 à Brighton) est un antiquaire et topographe britannique, renommé pour ses récits de voyages.

## Biographie
Après la fin de son éducation à l'Académie militaire royale de Woolwich, et quatre années passées aux Indes occidentales comme lieutenant d'artillerie de marine, il fut envoyé par le gouvernement à Constantinople pour servir d'instructeur auprès de l'armée ottomane dans sa spécialité. Le voyage qu'il fit en 1800 à travers l'Asie Mineure pour rejoindre la flotte britannique basée à Chypre lui inspira un vif intérêt pour la topographie antique. En 1801, après avoir traversé le désert avec l'armée turque jusqu'en Égypte, et vu les Français chassés du pays, il fut employé au relevé de vallée du Nil, aussi loin que les cataractes. Il navigua sur le navire chargé de transporter d'Athènes en Angleterre les marbres Elgin, et perdit toutes les cartes et les notes qu'il avait faites lorsqu'il s'échoua au large de Cerigo dans les îles Ioniennes.
Peu après son arrivée en Angleterre, il fut envoyé relever la côte d'Albanie et de Morée, dans la perspective d'une assistance accordée aux Turcs contre les attaques françaises menées depuis l'Italie. Il profita de ce séjour pour se constituer une collection de monnaies et d'inscriptions ainsi que pour explorer les sites antiques. À la déclaration de guerre entre la Turquie et l'Angleterre, en 1807, il fut fait prisonnier à Thessalonique, mais obtint rapidement sa libération, et fut envoyé en mission diplomatique auprès d'Ali Pacha à Ioannina. Il gagna sa confiance et resta plus d'un an auprès de lui comme représentant britannique.
En 1810, on lui attribua une somme annuelle de 600£ pour ses services dans l'empire ottoman. Il prit sa retraite du service actif en 1815 avec le rang de colonel, et consacra le reste de sa vie à des études topographiques et archéologiques, dont les résultats furent publiés dans les ouvrages suivants :
- Topography of Athens (1821) ;
- Journal of a Tour in Asia Minor (1824) ;
- Travels in the Morea (1830), avec un supplément, Peloponnesiaca (1846) ;
- Travels in Northern Greece (1835) ;
- Numismata Hellenica (1854), suivis d'un supplément en 1859.

Ses recherches se caractérisent par leur minutie exhaustive, rendue possible par sa grande maîtrise des détails techniques. Sa Topography of Athens, la première tentative scientifique sur le sujet, fit longtemps autorité sur de nombreux points importants.
W. M. Leake mourut le 6 janvier 1860 à Brighton. Les sculptures de sa collection personnelle furent donnés au British Museum, ses vases, bronzes, gemmes et monnaies furent achetées par l'Université de Cambridge et sont conservées à présent au Musée Fitzwilliam. Il était Fellow de la Royal Society, ainsi que de la Royal Geographical Society, reçut un titre de docteur honoraire d'Oxford, et était membre de l'Académie des Sciences de Berlin, et correspondant de l'Institut de France.